# Doksato (gmina)
Doksato (gr. Δήμος Δοξάτου, Dimos Doksatu) – gmina w Grecji, w administracji zdecentralizowanej Macedonia-Tracja, w regionie Macedonia Wschodnia i Tracja, w jednostce regionalnej Drama. W 2011 roku liczyła 14 516 mieszkańców. Powstała 1 stycznia 2011 roku w wyniku połączenia dotychczasowych gmin Doksato i Kalambaki. Siedzibą gminy jest Kalambaki.